# About Damn Time
"About Damn Time" é uma canção da cantora norte-americana Lizzo, gravada para seu quarto álbum de estúdio, Special (2022). Foi lançada em 14 de abril de 2022, através da Nice Life Recordings e Atlantic Records, como o primeiro single de Special. "About Damn Time" alcançou o número um na Billboard Hot 100 dos Estados Unidos, tornando-se seu segundo single número um no país, enquanto alcançou o top três na Austrália, Bélgica, Canadá, Islândia, Irlanda, Nova Zelândia e Reino Unido. No MTV Video Music Awards de 2022, a canção foi indicada em Canção do Ano e Melhor Vídeo de Pop.

## Faixas e formatos
| Download digital / streaming |                   |         |  |
| N.º                          | Título            | Duração |  |
| 1.                           | "About Damn Time" | 3:11    |  |

| Download digital / streaming |                                                         |         |  |
| N.º                          | Título                                                  | Duração |  |
| 1.                           | "About Damn Time" (Purple Disco Machine Remix)          | 3:38    |  |
| 2.                           | "About Damn Time" (Purple Disco Machine Extended Remix) | 5:31    |  |

| CD single |                   |         |  |
| N.º       | Título            | Duração |  |
| 1.        | "About Damn Time" | 3:11    |  |

| CD single |                                                |         |  |
| N.º       | Título                                         | Duração |  |
| 1.        | "About Damn Time" (Purple Disco Machine Remix) | 3:38    |  |

## Desempenho nas paradas musicais

### Paradas semanais
| Parada (2022)                                      | Melhor posição |
| -------------------------------------------------- | -------------- |
| África do Sul (RISA)                               | 19             |
| Alemanha (Offizielle Deutsche Charts)              | 34             |
| Argentina (Argentina Hot 100)                      | 48             |
| Austrália (ARIA)                                   | 3              |
| Áustria (Ö3 Austria Top 75)                        | 23             |
| Bélgica (Ultratop 50 da Valônia)                   | 3              |
| Bélgica (Ultratop 50 de Flandres)                  | 2              |
| Canadá (Canadian Hot 100)                          | 2              |
| Canadá (Billboard AC)                              | 3              |
| Canadá (Billboard CHR/Top 40)                      | 1              |
| Canadá (Billboard Hot AC)                          | 1              |
| Croácia (HRT)                                      | 4              |
| Coreia do Sul (Gaon Download Chart)                | 116            |
| Dinamarca (Hitlisten)                              | 14             |
| Eslováquia (Rádio Top 100)                         | 100            |
| Eslováquia (Singles Digitál Top 100)               | 10             |
| Estados Unidos (Billboard Hot 100)                 | 1              |
| Estados Unidos (Billboard Adult Alternative Songs) | 40             |
| Estados Unidos (Billboard Adult Contemporary)      | 14             |
| Estados Unidos (Billboard Adult Top 40)            | 1              |
| Estados Unidos (Billboard Dance/Mix Show Airplay)  | 1              |
| Estados Unidos (Billboard R&B/Hip-Hop Songs)       | 1              |
| Estados Unidos (Billboard Mainstream Top 40)       | 1              |
| Estados Unidos (Billboard Hot R&B/Hip-Hop Airplay) | 10             |
| Estados Unidos (Billboard Rhythmic)                | 1              |
| Filipinas (Billboard)                              | 12             |
| Finlândia (Suomen virallinen lista)                | 19             |
| França (SNEP)                                      | 52             |
| Grécia (IFPI)                                      | 12             |
| Hungria (Single Top 40)                            | 22             |
| Hungria (Stream Top 40)                            | 11             |
| Irlanda (IRMA)                                     | 2              |
| Islândia (Plötutíðindi)                            | 2              |
| Itália (FIMI)                                      | 30             |
| Japão (Billboard Japan Hot Overseas)               | 6              |
| Líbano (OLT20)                                     | 2              |
| Lituânia (AGATA)                                   | 6              |
| Luxemburgo (Billboard)                             | 7              |
| Malásia (RIM)                                      | 16             |
| México (Billboard Mexico Airplay)                  | 1              |
| Mundo (Billboard Global 200)                       | 6              |
| Noruega (VG-lista)                                 | 13             |
| Nova Zelândia (Recorded Music NZ)                  | 2              |
| Países Baixos (Dutch Top 40)                       | 17             |
| Países Baixos (Single Top 100)                     | 17             |
| Portugal (AFP)                                     | 28             |
| Reino Unido (UK Singles Chart)                     | 3              |
| República Checa (Singles Digitál Top 100)          | 11             |
| Singapura (RIAS)                                   | 14             |
| Suécia (Sverigetopplistan)                         | 22             |
| Suíça (Schweizer Hitparade)                        | 13             |

## Certificações
| Região                                                        | Certificação | Vendas   |
| ------------------------------------------------------------- | ------------ | -------- |
| Austrália (ARIA)                                              | Platina      | 70,000‡  |
| Brasil (Pro-Música Brasil)                                    | Platina      | 40,000‡  |
| Canadá (Music Canada)                                         | 2× Platina   | 160,000‡ |
| Itália (FIMI)                                                 | Ouro         | 50,000‡  |
| Nova Zelândia (RMNZ)                                          | Ouro         | 15,000‡  |
| Reino Unido (BPI)                                             | Ouro         | 400,000‡ |
| ‡ vendas+valores de streaming baseados apenas na certificação |              |          |

## Histórico de lançamento
| Região         | Data                | Formato(s)                 | Versão                        | Gravadora(s)       | Ref.   |
| -------------- | ------------------- | -------------------------- | ----------------------------- | ------------------ | ------ |
| Mundo          | 14 de abril de 2022 | Download digital streaming | Original                      | Nice Life Atlantic | [ 1 ]  |
| Itália         | 15 de abril de 2022 | Radio airplay              | Original                      | Warner             | [ 62 ] |
| Estados Unidos | 18 de abril de 2022 | Rádios hot AC              | Original                      | Atlantic           | [ 63 ] |
| Estados Unidos | 19 de abril de 2022 | Rádios pop                 | Original                      | Atlantic           | [ 64 ] |
| Estados Unidos | 19 de abril de 2022 | Rádios rhythmic            | Original                      | Atlantic           | [ 65 ] |
| Estados Unidos | 19 de abril de 2022 | Rádios urban contemporary  | Original                      | Atlantic           | [ 66 ] |
| Mundo          | 18 de maio de 2022  | Download digital streaming | Remix de Purple Disco Machine | Nice Life Atlantic | [ 2 ]  |
| Mundo          | 15 de julho de 2022 | CD single                  | Original                      | Nice Life Atlantic | [ 3 ]  |
| Mundo          | 15 de julho de 2022 | CD single                  | Remix de Purple Disco Machine | Nice Life Atlantic | [ 4 ]  |